# Théorie PPN
Pour les articles homonymes, voir PPN.
Une théorie PPN ou théorie à paramètres post-newtoniens est une théorie métrique de la gravitation dont la métrique est proche de celle de la relativité générale et dont les coefficients admettent un développement en puissance de {\displaystyle \textstyle {\frac {2Gm}{rc^{2}}}}. Si on admet l'hypothèse que toute métrique d'une théorie métrique peut toujours avoir un tel développement, on parle de formalisme PPN.
On peut définir les théories métriques par leur métrique sous forme isotrope : {\displaystyle ds^{2}=B(r).c^{2}.dt^{2}-A(r).(dr^{2}+r^{2}.d\theta ^{2}+r^{2}.sin^{2}\theta .d\phi ^{2})}, l'expression des fonctions sans dimension {\displaystyle A(r)>0} et {\displaystyle B(r)>0} déterminant la théorie. Une théorie PPN est donc une théorie dont les coefficients admettent les développements de la forme {\displaystyle \textstyle A(r)=1+2\gamma .{\frac {2Gm}{rc^{2}}}+2\gamma '.\left({\frac {2Gm}{rc^{2}}}\right)^{2}+...} et {\displaystyle \textstyle B(r)=1-2\alpha .{\frac {2Gm}{rc^{2}}}+2\beta .\left({\frac {2Gm}{rc^{2}}}\right)^{2}+...}
La relativité générale est la théorie PPN pour laquelle {\displaystyle \textstyle A(r)=1+{\frac {2Gm}{rc^{2}}}} et {\displaystyle \textstyle B(r)=1-{\frac {2Gm}{rc^{2}}}}, où m est la masse du corps central. Les tests expérimentaux montrent que les valeurs possibles pour ces deux fonctions sont proches de celles de la relativité générale.